# Granas
Pour les articles homonymes, voir Grana.

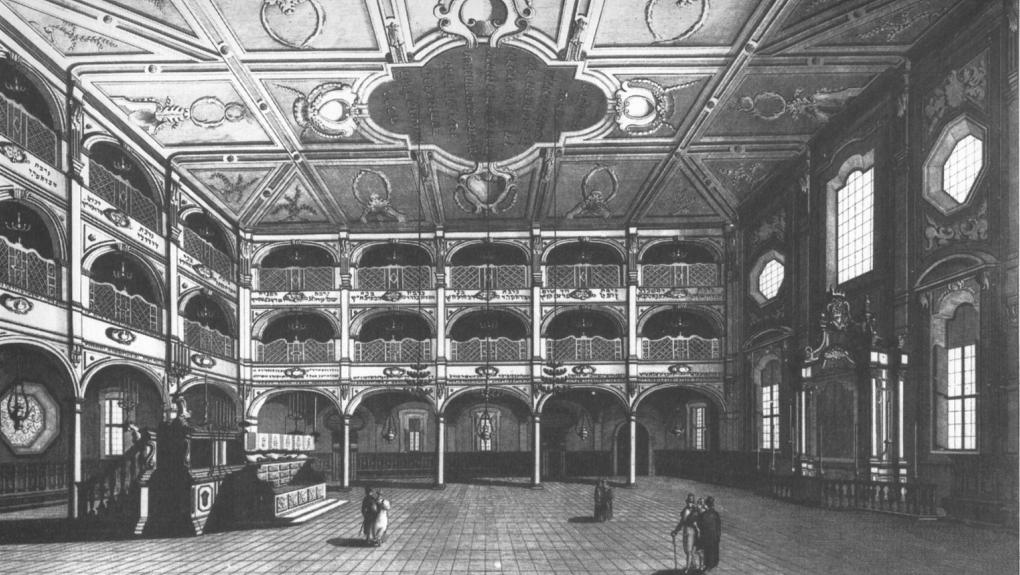
La Grande synagogue de Livourne au (détruite en 1944).

Les Granas (hébreu : גורנים Gorneyim, sing. Gorni « de Legorn », c’est-à-dire Livourne) sont les Juifs espagnols et portugais établis dans la ville toscane de Livourne, à la suite de leur expulsion de la péninsule ibérique au XVe siècle, ainsi que leurs descendants. Un sociolecte spécifique était parlé par cette communauté, le bagitto.

## Livourne

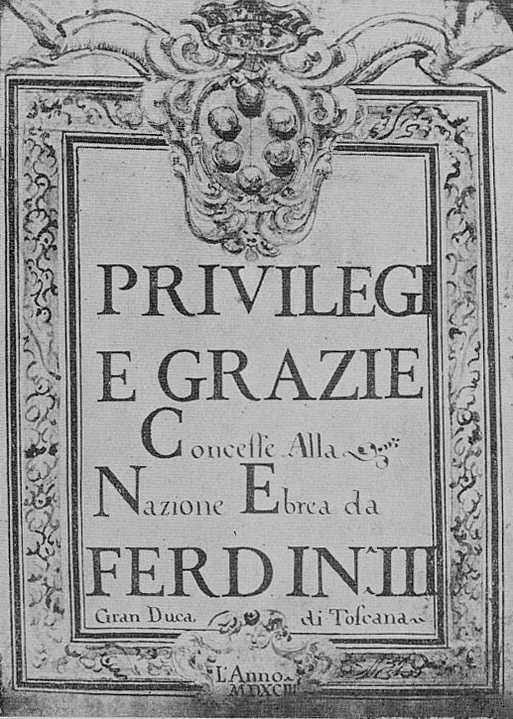
« Privilèges et grâces accordés à la Nation hébraïque » par Ferdinand III.

En 1548, Cosme Ier de Toscane invite les étrangers, y compris les conversos d'Espagne et du Portugal, à s'installer dans le port de Livourne, afin de redynamiser celui-ci après l'ensablement du port de Pise, tout proche. Mais dans les décennies qui suivent, le résultat n'est pas immédiat.
Pour accélérer les choses, le 10 juin 1593, Ferdinand Ier de Médicis garantit par un édit de tolérance (la Livornina) la liberté de culte, le droit à la nationalité toscane, le droit à la propriété et l'acceptation implicite du droit des conversos à revenir au judaïsme. Ces décrets furent efficaces : de nombreux Juifs originaires d'Espagne qui s'étaient installés en Afrique du Nord et dans l'Empire ottoman viennent s'établir à Livourne.

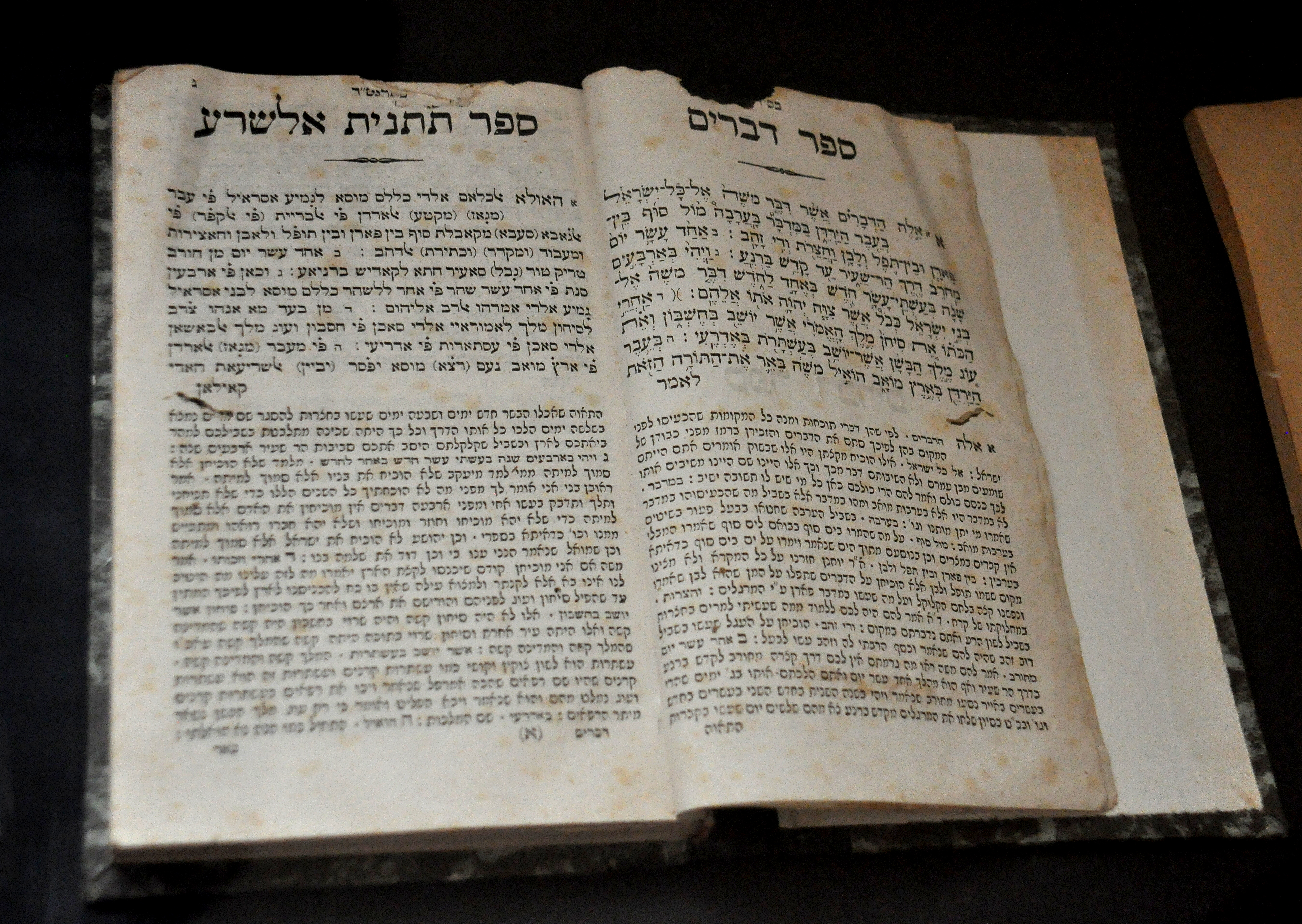
Parasha Debarim dans le Deutèronome (1:1-3:22) écrite en hébreu avec traduction en judéo-arabe transcrite en lettres hébraiques, Livourne, 1898.

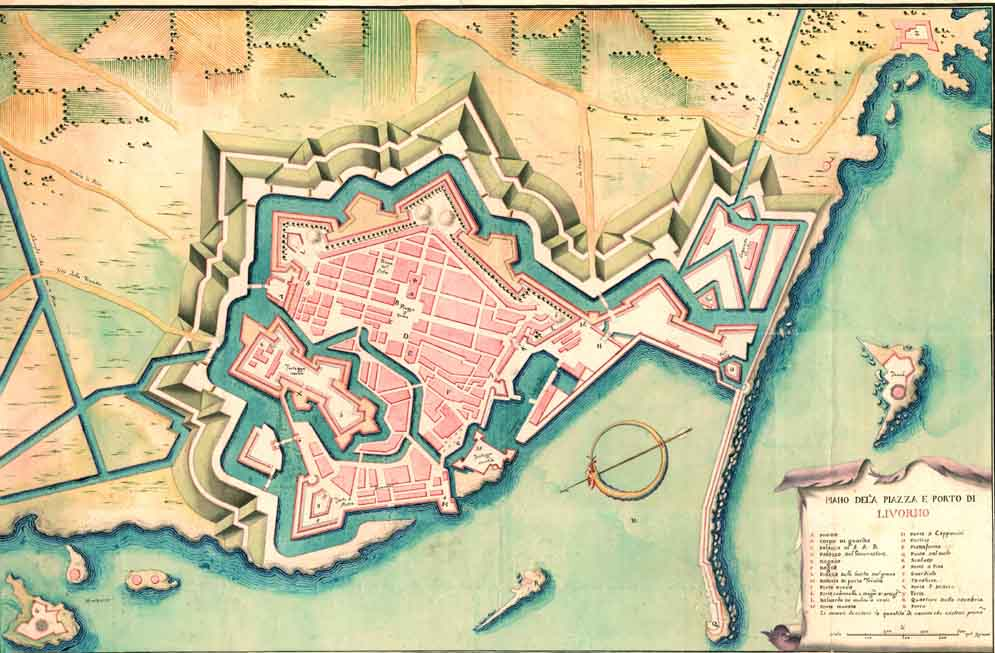
Plan de Livourne,.

En 1667, le gouverneur espagnol d'Oran (actuelle Algérie) décrète l'expulsion de tous les Juifs et des conversos. Ceux-ci rejoignent alors d'autres Juifs d'Oran, qui s'étaient établis à Livourne depuis l'occupation espagnole d'Oran en 1509. Ces conversos reviennent au judaïsme.
Le nombre de Juifs granas dans le port de Livourne est multiplié par trente en un siècle, passant de 114 en 1601 à environ 3 000 en 1689, mais c'est surtout dans les années 1660 que Livourne centralise les réfugiés, persécutés par les autorités espagnoles à Oran, alors que la plupart parlent espagnol et n'ont jamais connu d'autres pays.
Tobago, au large du Venezuela, avait été colonisée[réf. nécessaire] par des Juifs hollandais d'Amsterdam dès 1622, dans le sillage de l'ancienne présence hollandaise autour des salines de Punta d'Araya, puis par des Juifs granas de Livourne en 1660, emmenés par Paulo Jacomo Pinto, qui souhaitait les rassembler sur la Côte Sauvage (Amérique du Sud).
En 1675, Livourne devient un port franc et son importance grandit du fait de liens avec les autres communautés juives marchandes, à Venise, Amsterdam, à Bilbao et à Curaçao, où une ville du nom de Leghorn est créée. C'est d'elle que partent les fondateurs de Tucacas en 1693 sur la côte du Venezuela, avec probablement Benjamin da Costa d'Andrade, personnage central de l'histoire de la culture du cacao, expulsé de la Martinique en 1685, et qui repart à Londres en 1696.
Au début du siècle suivant, Tucacas est repris par les Espagnols en 1717, mais les rares cargaisons de cacao partant de Curaçao et n'allant pas à Amsterdam se rendent directement à Bilbao et Livourne. Les chocolatiers italiens et basques sont les plus réputés d'Europe, forts de leur liens avec le Venezuela, qui assure jusqu'en 1810 l'histoire de la culture du cacao, représentant à elle seule la moitié de la production mondiale.

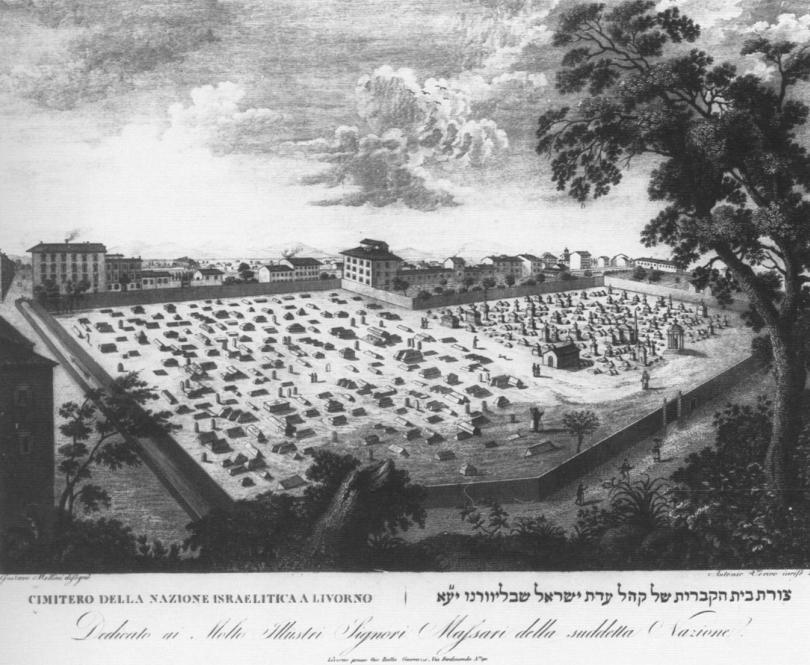
« Cimetière de la nation israélite de Livourne » dit aussi « Nouveau cimetière » construit en 1694 et démantelé depuis.
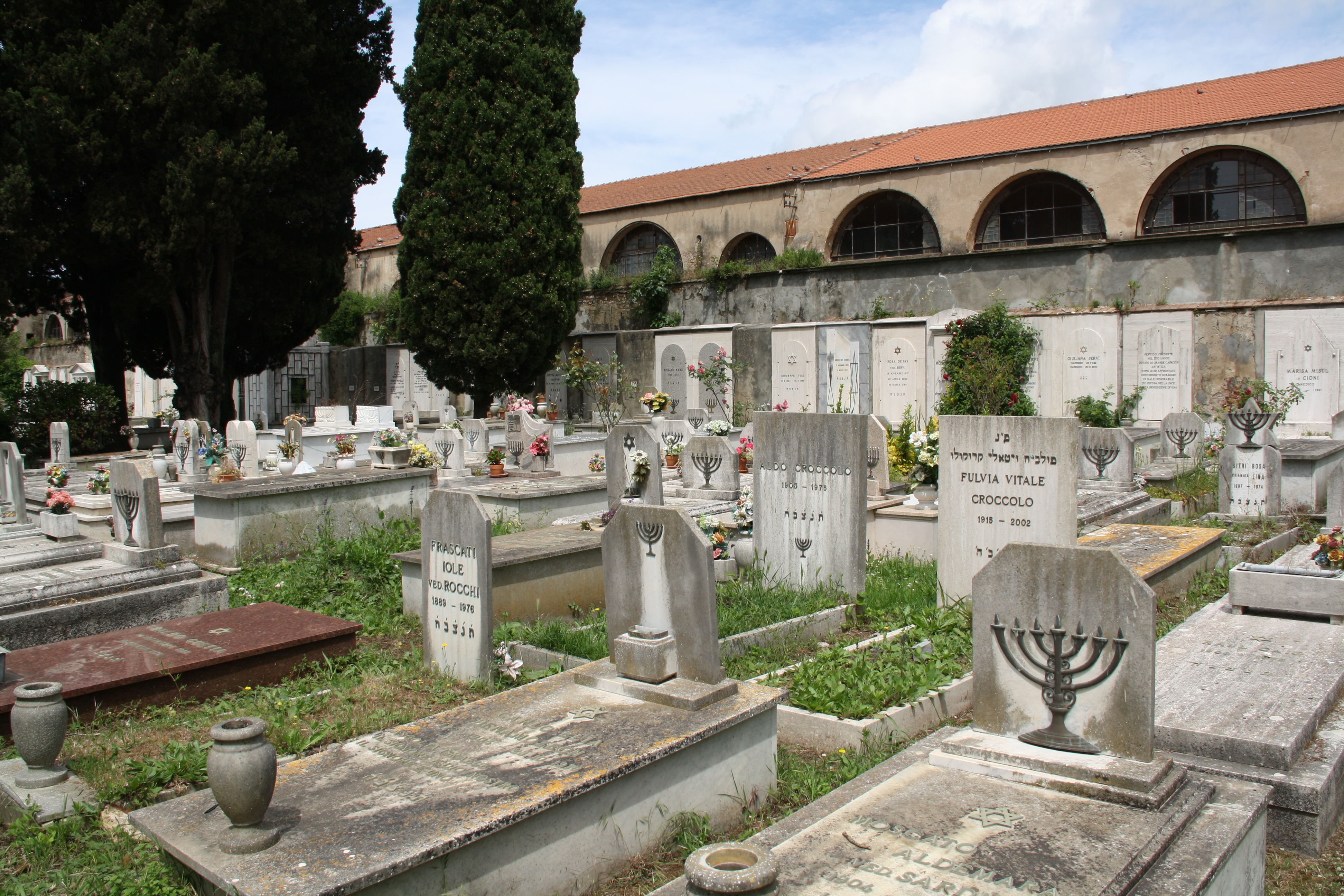
Actuel cimetière juif de Livourne
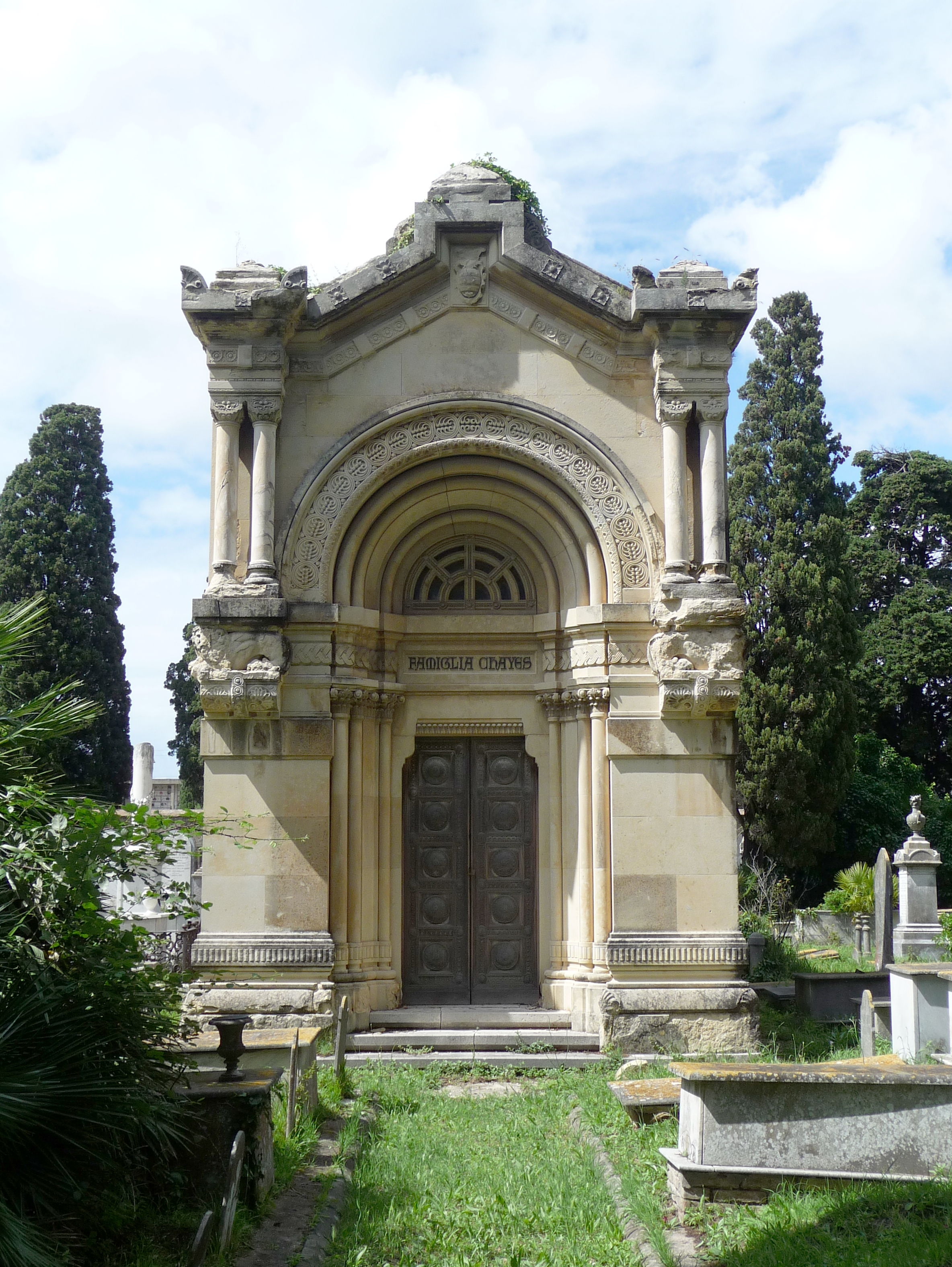
Mausolée de la famille  Chayes au cimetière juif dei Lupi (des Loups)
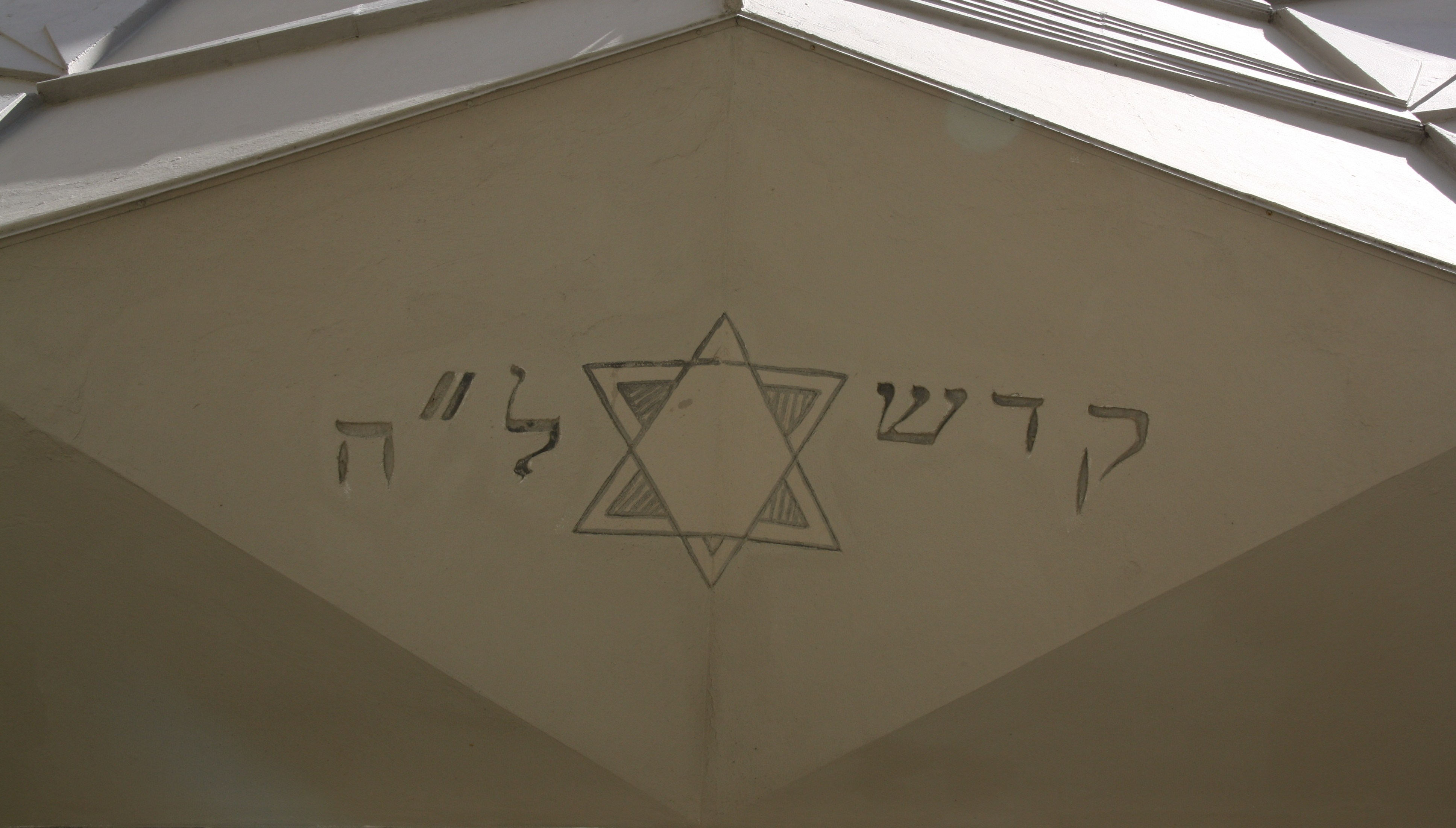
Via del Tempio. La nouvelle synagogue est reconstruite là où se trouvait l'ancienne synagogue datant de 1603 et détruite pendant la Seconde Guerre mondiale. La synagogue actuelle est dessinée comme une tente en souvenir de celle construite dans le désert pour protéger les Tables de la Loi.

## Diaspora

### Afrique du Nord

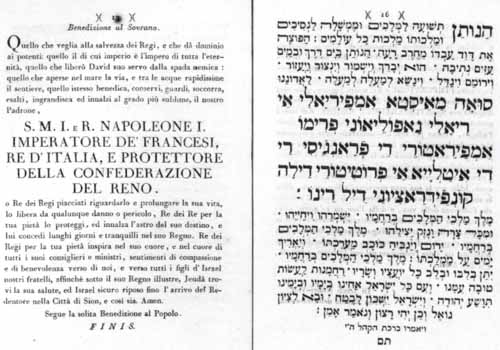
Prière juive (en hébreu et italien) composée par les Juifs de Livourne en l'honneur du 38ème anniversaire de Napoléon, publiée Hod Malchut Siddur, 1808.

La première attestation de Livournais (c'est-à-dire de Juifs séfarades installés à Livourne) en Afrique du nord date du xve siècle. On différencie alors ces « anciens Livournais » des « nouveaux Livournais » qui arrivent en 1685 et forment une première communauté organisée de Gorneyim  à Tunis (et plus tard, dans d'autres villes tunisiennes comme Sousse), où ils se distinguent fortement des Juifs indigènes en raison de leur européanisation : ils parlent l'italien et ne se marient qu'entre eux, s'habillent à l'européenne, portent des perruques et se poudrent, possèdent leurs propres rites, synagogues, officiants, rabbins et cimetières et se considèrent et sont considérés comme le fleuron de la bourgeoisie venue d'Europe.  

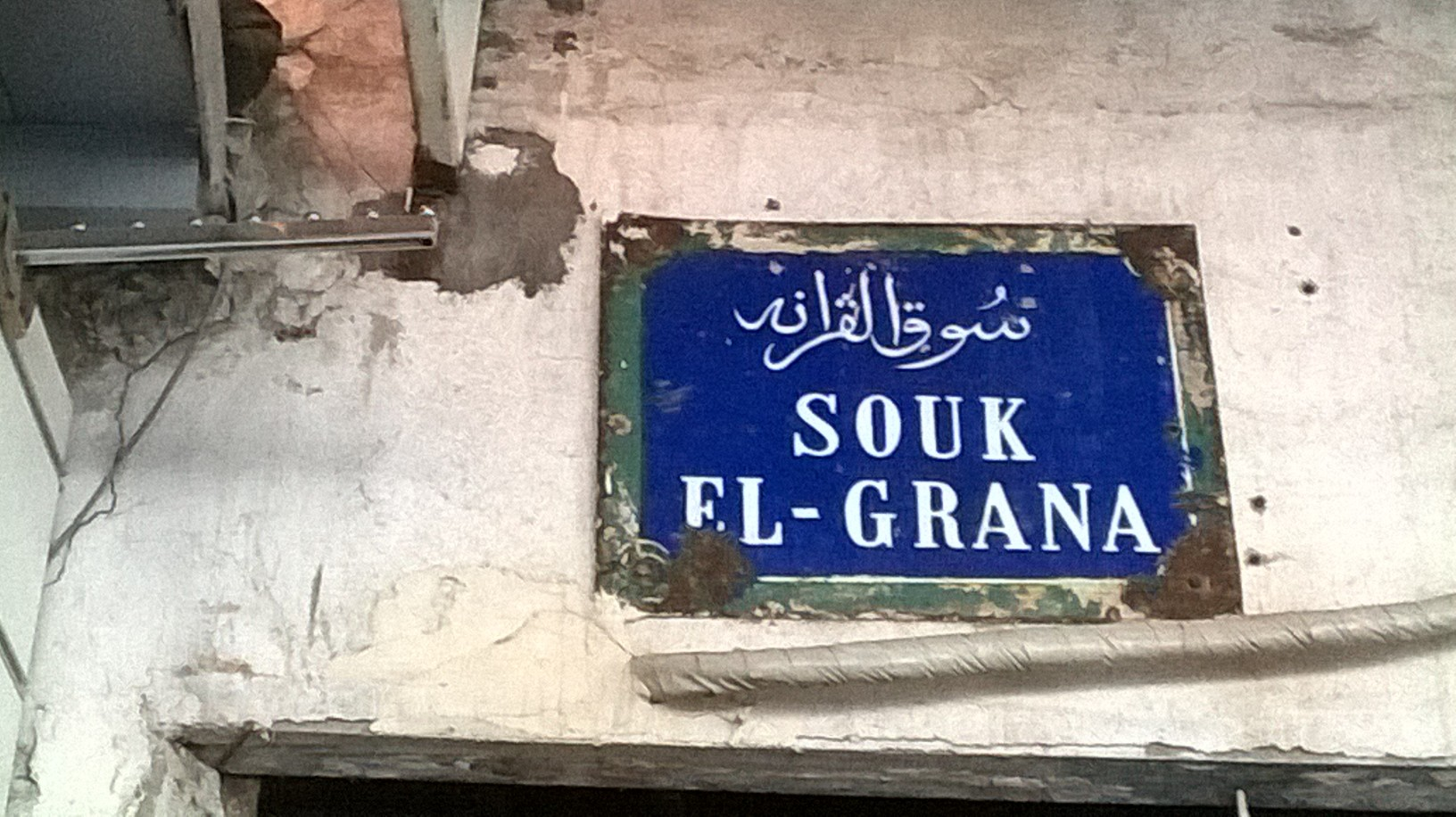
Souk El Grana dans la médina de Tunis

Ils n'ont pas ou peu de relations avec les juifs autochtones qui eux parlent le judéo-arabe et s'habillent à l'orientale. Les Granas finiront par s'arabiser par la langue, sous l'influence des  « anciens Livournais » mais leur forte présence provoque la création d'un schisme qui divise les juifs de Tunis pendant presque deux siècles. Un accord, ratifié en 1741, concrétise la séparation des deux communautés. 
À Alger, les Gorneyim deviennent, au XVIIIe siècle, les banquiers des deys, les intermédiaires entre ceux-ci et les puissances européennes. Certains deviennent même conseillers, voire ministres. Présents dès le xvie siècle et concentrés dans les grandes villes et ayant une situation économique aisée. Beaucoup sont polyglottes, et maintiennent des relations privilégiées avec l'Europe. En Algérie, les institutions religieuses ne furent jamais divisées comme ce fut le cas en Tunisie entre Granas et Tochavim.

### Amérique
Après avoir dû céder au Portugal le Brésil néerlandais en 1654, les Provinces-Unies projettent de réinstaller les Juifs obligés de fuir ces territoires dans deux colonies néerlandaises, l'île de Cayenne (actuelle Guyane) et Nieuw Middelburg, dans le territoire d'Essequibo (actuelle Guyana), où avait été fondée dès 1616 la colonie d'Essequibo. Afin d'accroître la population et de dynamiser ces colonies, ils y invitent les Gorneyim via leur représentant à Amsterdam, Paulo Jacomo Pinto. Le 12 septembre 1659, un des réfugiés juifs du Brésil conclut un accord avec la Compagnie néerlandaise des Indes occidentales pour la création d'un village juif, Rémire-Montjoly, sur la côte ouest de l'île, où s'installent également des Gorneyim.
En 1664, à l'arrivée des Français à Cayenne, les Néerlandais se rendent sans combattre mais obtiennent la garantie du libre exercice de leur religion pour les Juifs. Néanmoins, les deux tiers des Juifs de Rémire-Montjoly, soit environ 300 personnes, partent s'établir au Suriname, alors britannique. Ils y ont bénéficié sous la colonisation britannique, puis néerlandaise, d'une certaine autonomie dans une localité appelée Jodensavanne qu'ils avaient mise sur pied en 1652 sur la Savannah près de la crique de Cassipora,.

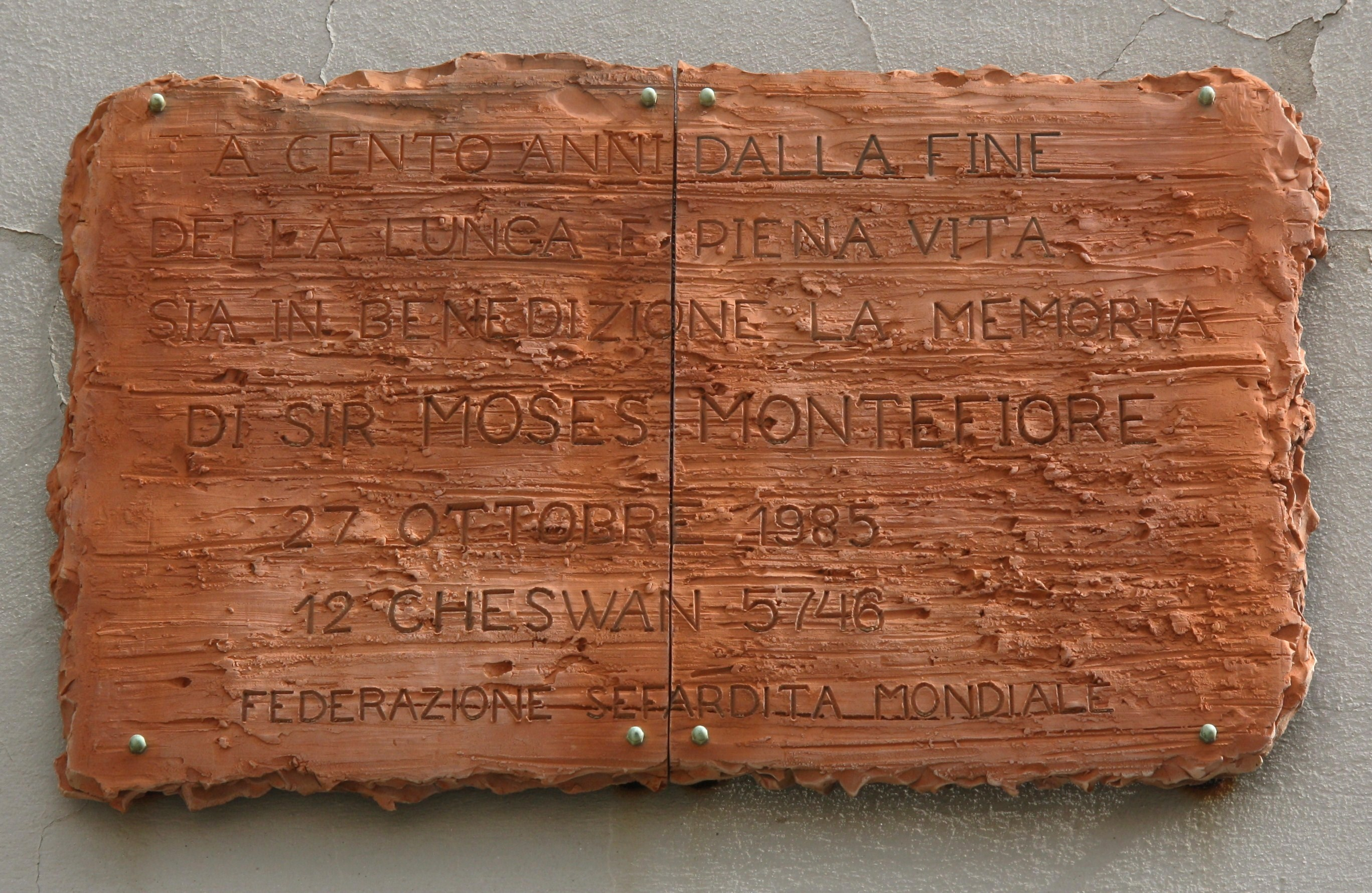
Mémorial Piazza Benamozegh, placé sur le bâtiment de la communauté juive, pour célébrer le centenaire de la mort de Moïse Montefiore en 1985, Livourne.

## Personnalités de la diaspora juive au siècle d'or
- David Cohen Nassi
- Isaac Da Costa
- Benjamin da Costa d'Andrade
- Paulo Jacomo Pinto
- Pieter Henriques

## Documents
- Ferdinando I De Medici, Document Inviting Jewish Merchants to Settle in Livorno and Pisa, in Italian, Manuscript on Vellum, Florence, Italy, 10 June 1593 (fac-simile)
- Lionel Levy, La Nation Juive Portugaise, Livourne, Amsterdam, Tunis, 1591-1951, Paris, Editions de l'Harmattan, 1999. Lire en ligne